# Charles Adolphe Würtz
Charles Adolphe Würtz (francès: Charles Adolphe Wurtz)  (Estrasburg, 26 de novembre de 1817 - París, 12 de maig de 1884) va ser un químic orgànic francès.

## Biografia
Würtz va néixer a Estrasburg, i va viure la seva infància a Wolfisheim, on el seu pare era pastor luterà. Quan va acabar els seus estudis al Gimnàs protestant d'Estrasburg, 1834, el seu pare li va permetre estudiar medicina en lloc de teologia. Es dedicà a la part de química de la seva professió amb tal èxit que, el 1839, va ser nomenat cap de química a la Facultat de Medicina d'Estrasburg.
Es va doctorar amb una tesi sobre l'albúmina i la fibrina el1843, després va estudiar durant un any a Giessen sota la direcció de Justus von Liebig i, a continuació, es va dirigir a París, on va treballar al laboratori privat de Jean-Baptiste Dumas. El 1845 es va convertir en el seu assistent a l'Escola de Medicina i quatre anys més tard, va començar a donar cursos de química orgànica en el seu lloc. En 1849 va contribuir al desenvolupament de la teoria dels tipus a partir dels treballs de Dumas. El seu laboratori a la Facultat de Medicina era molt pobre i per realitzar una millor tasca investigadora en va muntar un al carrer Garancière el1850, però poc després, la casa es va vendre i va haver d'abandonar el laboratori.
El 1850, va ser nomenat professor de química en el nou Institut d'Agronomia de Versalles, però l'Institut va ser eliminat el 1852. L'any següent, la càtedra de química orgànica a la Facultat de Medicina quedar vacant per la renúncia de Dumas, i la càtedra de química mineral i toxicologia per la de Mateu Orfila. Ambdues foren agrupades i Würtz fou nomenat el seu catedràtic. Més endavant va ser elegit membre estranger de la Royal Society el 9 de juny de 1864.
El 1866, va ser nomenat degà de la Facultat de Medicina. En aquest lloc, va treballar per a la reorganització i reconstrucció d'edificis dedicats a la instrucció de la ciència, fent èmfasi en què, si bé França disposava de laboratoris d'ensenyament degudament equipats, estava endarrerida respecte de la investigació que es feia a Alemanya. El 1875, va renunciar al seu càrrec com a degà i va rebre el títol de Degà Honorari. Va ser el primer catedràtic de química orgànica de la Sorbona, però va tenir grans dificultats en l'obtenció d'un laboratori adequat, que finalment no es va crear abans de la seva mort.
Wurtz va ser un membre honorari de gairebé totes les societats científiques d'Europa. Va ser fundador de la Societat Química de París (1858), es va convertir en el seu primer secretari i exercici tres vegades com a President. El 1880 va ser vicepresident i el 1881 president de l'Acadèmia de Ciències, on va accedir-hi el 1867, succeint a Théophile Jules Pelouze. El 1879 va guanyar la Faraday Lectureship de la Royal Society of Chemistry. Es va convertir en senador nonremovable en 1881.

## Obra
El seu treball sobre els àcids de fòsfor va portar al descobriment de l'oxiclorur de fòsfor. El 1849 va sintetitzar el primer compost orgànic derivat de l'amoníac, l'etilamina, i sis anys més tard va idear un mètode de preparació d'hidrocarburs a partir de sodi i d'halurs d'alquil, una reacció coneguda amb el seu nom (reacció de Würtz). Va estudiar de glicerol que el va portar a investigacions dels glicols i la síntesi de molts compostos importants. El 1867 ell i Friederich August Kekulé prepararen el fenol. Amb Marcellin Berthelot va aconseguir que els centres d'investigació en química orgànica de París fossin un dels líders europeus en la química orgànica.

### Obres
- Traité élémentaire de chimie médicale Vol. 1. 1a, 1864.
- Traité élémentaire de chimie médicale Vol. 2. 1a, 1865.
- Leçons élémentaires de chimie moderne. 4a, 1879.
- Dictionnaire de chimie pure et appliquée (5 volums, 1868-1879, seguit d'un suplement en 2 volums, 1880-1886)
- La théorie atomique. 1a, 1879.
- Traité de chimie biologique (1885)
- Wurtz, C.A. «Sur une nouvelle classe de radicaux organiques». Annales de chimie et de physique, 44, 1855, pàg. 275–312.